# تونی ییک یانگ
تونی ییک یانگ (انگلیسی: Tony Yike Yang؛ زادهٔ ۷ دسامبر ۱۹۹۸) یک نوازنده پیانو اهل کانادا است.
تونی در سال ۲۰۱۵ میلادی و در سن ۱۶ سالگی، برندهٔ جایزهٔ پنجم رقابت بین‌المللی نوازندگی پیانو شوپن شد که جوان‌ترین برندهٔ جایزه، در تاریخ این مسابقات است و از این لحاظ رکوردی محسوب می‌شود.
وی در سال ۲۰۱۴ میلادی نیز با اکثریت قاطع آراءِ داوران، برندهٔ جایزهٔ نخست «رقابت بین‌المللی پیانونوازی کوپر» شد. او همچنین در همین سال، نفر اول «مسابقات بین‌المللی پیانونوازی بوزِندافر یاماها» و در سال ۲۰۱۳ میلادی، نفر سوم «مسابقات بین‌المللی پیانونوازی هیلتون هِد» شد و جوان‌ترین آنان بود.